# S-21 (航空機)
S-21
S-21の模型
- 用途：超音速ビジネスジェット機
- 設計者：スホーイ
- 製造者：

S-21（ロシア語:С-21エーズ・ドヴァーッツァチ・アヂーン）は、かつてロシア連邦のスホーイ社とアメリカ合衆国の航空機メーカーのガルフストリーム社との共同開発で進められていた超音速ビジネスジェット機である。西側では、スホーイ＝ガルフストリーム S-21（英語:Sukhoi-Gulfstream S-21）の名称でも知られる。

## 概略
1990年代にロシアの航空機メーカーであるスホーイ社は、マッハ 2で飛行する超音速中型ジェット機の開発を進めており、開発名称S-21と呼ばれていた。しかし市場がこのような超音速機に対し懐疑的であったこともあり、開発の進展は遅れていた。ガルフストリームは撤退してスホーイは超音速機生産のための合資会社を解散したが、S-21の研究そのものは続けていた。マッハ1付近の遷音速の領域で問題が噴出した。2012年の時点では予算は出ず、実質的に計画は中止されたと思われる。
なお、ロシアのツポレフやアメリカのセスナなども、一部の需要があるとみられる超音速ビジネスジェットの開発を同様に取り組んでいるという。

## スペック
- 全長：37.86 m
- 全幅：19.93 m
- 全高：8.26 m
- 空虚重量：24,570 kg
- 搭載重量：907 kg
- 最大離陸重量：51,800 kg（搭載燃料：26,519 kg）
- エンジン：アヴィアドヴィガーテリ D-21A1 ターボファン × 3基　16,535 lb（73.55 kN）
- 最大速度：2,386 km/h
- 巡航速度：2,386 km/h
- 巡航高度：19,477 m
- 航続距離：7,403 km（マッハ0.95飛行時）、4,369 km（マッハ1.4飛行時）
- 推力重量比：0.43
- 乗員：2名
- 乗客：6 - 10名